# Церница (Гњилане)
Церница (алб. Cërnicë Cërnica) или Црница је насеље у општини Гњилане, Косово и Метохија, Република Србија. Након 1999. село је познато и као Ћаришт (алб. Qarrisht). Налази се на око 8 километара југозападно од Гњилана.

## Историја
У општем делу код постанка насеља је изнето, да се Церница као село помиње у доба деспота Стефана. Не зна се кад је опустела, али је на ново основана око 1780. године. Село су основали српски родови Петровићи и Крамовићи.

## Порекло становништва по родовима
Подаци из 1929. године:
Српски родови:
- Петровићи (20 кућа, Св. Никола), досељени око 1780. године из Петрова код Штимља да избегну освету (ваљда од Арбанаша).
- Крамовићи (10 кућа, Св. Ђорђе Алимпије и Ђурђевдан), досељени из околине Косовске Митровице кад и Петровићи.
- Криворечани (8 кућа, Св. Арханђео), избегли око 1850. године из Криве реке испред арбанашке освете.

Родови албанизованих Срба:
- Смакићи (19 кућа), припадају фису Тсач; старином су из Могиле код Витине, заједничког су порекла са стариначким српским родом Трлаковића у Могили; у ислам су прешли крајем XVIII века приликом досељавања у Церницу.

## Становништво
У Церници је до 1999. живело око 150 српских породица, од чега је после бројних напада и жртава, до 2006. остало да живио око 200, а до 2012. живи око 30 породица, односно око стотинак Срба и око 3.000 Албанаца.
Од доласка КФОР-а и УНМИК-а (1999) у Церници је убијено седморо Срба, рањено је двадесет двоје, а порушене су 44 српске куће, углавном гранатирањем. За почињене злочине нису пронађени починиоци и нико није одговарао.

## Образовање
До 1999. у Церници је радила нова и модерно опремљена Основна школа „Бранко Радичевић“, после чега је настава на српском почела да се даје по старим кућама, без основне школске опреме, а ђаци су довођени уз пратњу КФОР-а. Школа сада има укупно око 8 ђака од 1. до 8. разреда.

## Цркве
Тодор Станковић у својим „Путним белешкама по Старој Србији (1871—1898)“, записао је да се у атару села Церница налазило 13 цркава у рушевинама.
У селу се сада налазе остаци два православна храма из средњег века: црква Светог Спаса и црква Свете Петке. На брду изнад села налази се црква Светог Илије, подигнута 1926. Дана 15. јануара 2000. у раним јутарњим сатима, пред јединицама америчког КФОР-а, експлозивом је уништена унутрашњост, оштећени су зидови цркве, као и три суседне српске куће. Уз помоћ анонимног дародавца из Канаде и добровољним радом мештана, црква је обновљена исте године. Традиционално, на сеоску славу Светог Илију у овој цркви се служи литургија.

## Култура
У оквиру пројекта Шведске фондације културне баштине без граница и уз подршку Британске амбасаде у Приштини, из Цернице, су у базу података културне баштине на територији општине Гњилане регистровани следећи привремено (од 2012) заштићени споменици:
- Минарет џамије, која према подацима исламске заједнице на Косову и Метохији датира из 1775. Године 2006. на месту старе џамије изграђена је нова, а минарет је сачуван и обновљен 2012.[12]
- Соба Мула Вехбије из 1928. (према изјави њеног актуелног власника), просторија у којој су се окупљали мушки чланови једне породице или села, а користила се и као соба за госте. Изграђена је од прерађеног камена, блата и дрвета. Приземље је једно време служило као верска мухамеданска школа (мејтеп). У дворишту се налазе кућа, амбар и кош, који заједно чине комплекс стамбене архитектуре у руралним подручјима.[13]

Остаци средњовековних православних храмова у Церници ниси регистровани ни у бази података споменика културе Републике Србије.
Споменик жртвама од 1999. до 2003. године освештан је 19. јула 2015.

## Демографија
Према попису становништва из 2011. године, село је имало 1963 становника, већину становништва чинили су Албанци.
| Година       | 1948  | 1953  | 1961  | 1971  | 1981  | 1991  | 2011  |
| ------------ | ----- | ----- | ----- | ----- | ----- | ----- | ----- |
| Становништво | 1.637 | 1.768 | 1.960 | 2.269 | 2.467 | 2.608 | 1.963 |

|  |

## Становништво
| Етнички састав према попису из 1961.‍ | Етнички састав према попису из 1961.‍ | Етнички састав према попису из 1961.‍ | Етнички састав према попису из 1961.‍ | Етнички састав према попису из 1961.‍ |
| ------------------------------------ | ------------------------------------ | ------------------------------------ | ------------------------------------ | ------------------------------------ |
|                                      |                                      |                                      |                                      |                                      |
| Албанци                              | Албанци                              |                                      | 1.224                                | 62,4%                                |
| Срби                                 | Срби                                 |                                      | 729                                  | 37,1%                                |
| Укупно: 1.960                        |                                      |                                      |                                      |                                      |

| Етнички састав према попису из 1971.‍ | Етнички састав према попису из 1971.‍ | Етнички састав према попису из 1971.‍ | Етнички састав према попису из 1971.‍ | Етнички састав према попису из 1971.‍ |
| ------------------------------------ | ------------------------------------ | ------------------------------------ | ------------------------------------ | ------------------------------------ |
|                                      |                                      |                                      |                                      |                                      |
| Албанци                              | Албанци                              |                                      | 1.469                                | 64,7%                                |
| Срби                                 | Срби                                 |                                      | 796                                  | 35%                                  |
| Муслимани                            | Муслимани                            |                                      | 2                                    | 0,09%                                |
| Укупно: 2.269                        |                                      |                                      |                                      |                                      |

| Етнички састав према попису из 1981.‍ | Етнички састав према попису из 1981.‍ | Етнички састав према попису из 1981.‍ | Етнички састав према попису из 1981.‍ | Етнички састав према попису из 1981.‍ |
| ------------------------------------ | ------------------------------------ | ------------------------------------ | ------------------------------------ | ------------------------------------ |
|                                      |                                      |                                      |                                      |                                      |
| Албанци                              | Албанци                              |                                      | 1.772                                | 71,8%                                |
| Срби                                 | Срби                                 |                                      | 694                                  | 28,1%                                |
| Укупно: 2.467                        |                                      |                                      |                                      |                                      |

| Етнички састав према попису из 2011.‍ | Етнички састав према попису из 2011.‍ | Етнички састав према попису из 2011.‍ | Етнички састав према попису из 2011.‍ | Етнички састав према попису из 2011.‍ |
| ------------------------------------ | ------------------------------------ | ------------------------------------ | ------------------------------------ | ------------------------------------ |
|                                      |                                      |                                      |                                      |                                      |
| Албанци                              | Албанци                              |                                      | 1.937                                | 98,6%                                |
| Срби                                 | Срби                                 |                                      | 22                                   | 1,12%                                |
| остали                               | остали                               |                                      | 2                                    | 0,1%                                 |
| Укупно: 1.963                        |                                      |                                      |                                      |                                      |